# William W. Major
William Warner Major (ur. 27 stycznia 1804 w Bristolu, zm. 2 października 1854 w Londynie) – brytyjski malarz, jedna z postaci we wczesnej historii Kościoła Jezusa Chrystusa Świętych w Dniach Ostatnich (mormonów).

## Życiorys
Urodził się w Bristolu w południowo-zachodniej Anglii. Odebrał jedynie minimalne wykształcenie w zakresie malarstwa, możliwe też, że był samoukiem. Zetknął się z niedawno zorganizowanym Kościołem Jezusa Chrystusa Świętych w Dniach Ostatnich, ostatecznie został członkiem tej wspólnoty religijnej. Ochrzczony został w Londynie w 1842. Zimą 1844 wraz z rodziną wyemigrował wraz z rodziną do Stanów Zjednoczonych. Do Nauvoo, ówczesnego centrum organizacyjnego Kościoła dotarł wiosną 1845. Szybko nawiązał kontakt z mormońskimi przywódcami, otrzymywał od nich liczne zlecenia.
Dołączył do współwyznawców migrujących na zachód, do doliny Wielkiego Jeziora Słonego dotarł we wrześniu 1847. Był pierwszym profesjonalnym malarzem tworzącym w Utah. Znany przede wszystkim z niewielkich portretów, jak również z obrazów przedstawiających niedolę świętych w dniach ostatnich. Jego najbardziej znana praca, portret grupowy rodziny Brighama Younga we wnętrzu stylizowanym na typową brytyjską rezydencję, powstawał na szlaku migracyjnym. Uwiecznił też na płótnie zamordowanie Josepha Smitha. Podróże po Utah zainspirowały go do stworzenia szkiców rdzennych Amerykanów, pejzaży oraz portretów mormońskich pionierów.
6 kwietnia 1853 powołany na misję do rodzinnej Anglii. Zmarł w Londynie. Jego prochy przetransportowano do Utah.